# 米尔里 (阿拉巴马州)
米尔里（英文：Millry），是美国阿拉巴马州下属的一座城市。面积约为7.49平方英里（约合19.4平方公里）。根据2010年美国人口普查，该市有人口546人，人口密度为72.9/平方英里（约合28.14/平方公里）。